# Salaon Dolok
Salaon Dolok is een bestuurslaag in het regentschap Samosir van de provincie Noord-Sumatra, Indonesië. Salaon Dolok telt 864 inwoners (volkstelling 2010).